# Giovanni Galvani
Giovanni Galvani (Modena, 24 giugno 1806 – Modena, 19 aprile 1873) è stato un filologo, linguista, bibliotecario e nobile italiano.

## Biografia
Nacque a Modena il 24 giugno 1806 come secondogenito di Giuseppe Galvani e Giuseppina Conti. Da giovanissimo studiò geometria, retorica e fisica, concludendo all'età di 12 anni il corso di filosofia, anche se in seguito all'incontro con Celestino Cavedoni iniziò ad indirizzarsi verso la filologia, dedicandosi allo studio della poesia provenzale del XIII secolo. Si recò successivamente all'Università di Bologna per partecipare alle lezioni di Filippo Schiassi e di Giuseppe Gasparo Mezzofanti; contestualmente rintracciò nella biblioteca dell'ateneo un codice di poeti modenesi.
Ritornò a Modena nel dicembre 1828 e fu nominato consigliere comunale di Modena e Vignola, ufficio che mantenne per i successivi cinque anni e a cui si aggiunse nel 1831 la carica di giudice alle vettovaglie, proseguendo comunque le sue ricerche filologiche con la pubblicazione di Osservazioni sulla poesia de' trovatori e sulle principali maniere e forme di essa nel 1829, in cui viene affrontato lo studio di vari generi poetici, e Fiore di storia letteraria e cavalleresca dell'Occitania nel 1845, un'opera storico-letteraria con componimenti lirici occitani tradotti in italiano da lui stesso. Nel 1832 fu nominato bibliotecario aggiunto presso la Biblioteca Estense, divenendo vicebibliotecario nel 1838, censore secolare per i libri e le stampe nel 1834 e poi direttore della Tipografia camerale nel 1839. Oltre alla filologia si dedicò anche a studi linguistici, pubblicando nel 1834 il volume Sulla verità delle dottrine perticariane nel fatto storico della lingua: dubbi, nel quale prese posizione contro il purismo e sottolineò la stretta relazione tra lo scritto e il parlato.
Il 31 gennaio 1841 divenne membro dell'Accademia toscana di scienze e lettere La Colombaria mentre il 17 dicembre fu fregiato del titolo di conte dal duca Carlo Ludovico di Borbone e nel 1842 fu incaricato di organizzare i festeggiamenti delle nozze tra il duca di Modena Francesco e Adelgonda di Baviera. Nell'ambito delle riforme promosse da Francesco dopo i moti del 1848, Galvani fu nominato commissario della provincia di Reggio nel 1848 e poi commissario straordinario per la rioccupazione della Garfagnana in seguito alle ribellioni di Fivizzano, Minucciano e Montignoso. Il 23 aprile 1850 fu nominato consigliere del Ministero degli affari esteri e fu inviato a Roma per concludere un concordato con lo Stato Pontificio che prevedeva la rettifica dei confini delle diocesi nello stato modenese, l'erezione di Modena a sede arcivescovile e l'uniformazione alla legislazione ecclesiastica del ducato di Guastalla, Fivizzano e Rolo, territori da poco entrati in possesso del ducato modenese. La promozione di Modena ad arcidiocesi non ebbe successo ma l'unificazione legislativa fu accolta di buon grado e il successo dei negoziati valsero a Galvani l'insegna di commendatore dell'Ordine di San Gregorio Magno. Tra il 1855 e il 1858 trattò inoltre col Regno Lombardo-Veneto e con lo Stato Pontificio la sistemazione idraulica del canale di Burana.
Con lo scoppio della seconda guerra d'indipendenza nel 1859 la reggenza di Modena fu assegnata da Francesco V ad un consiglio composto da Galvani stesso, Giuseppe Coppi, Pietro Gandini, Tommaso Borsari e Luigi Giacobazzi, già Ministro dell'interno e presidente del consiglio. In seguito alla creazione del governo provvisorio e alla successiva instaurazione della dittatura di Luigi Carlo Farini, Galvani si ritirò a vita privata e morì a Modena il 19 aprile 1873.

## Opere
- Osservazioni sulla poesia de' trovatori e sulle principali maniere e forme di essa, Modena, 1829
- Fiore di storia letteraria e cavalleresca della Occitania, Modena, 1845
- Sulla verità delle dottrine perticariane nel fatto storico della lingua: dubbi, Milano, 1846
- Strenna filologica modenese per l'anno 1863, Modena, 1863